# Liebfrauenkirche (Bochum-Linden)

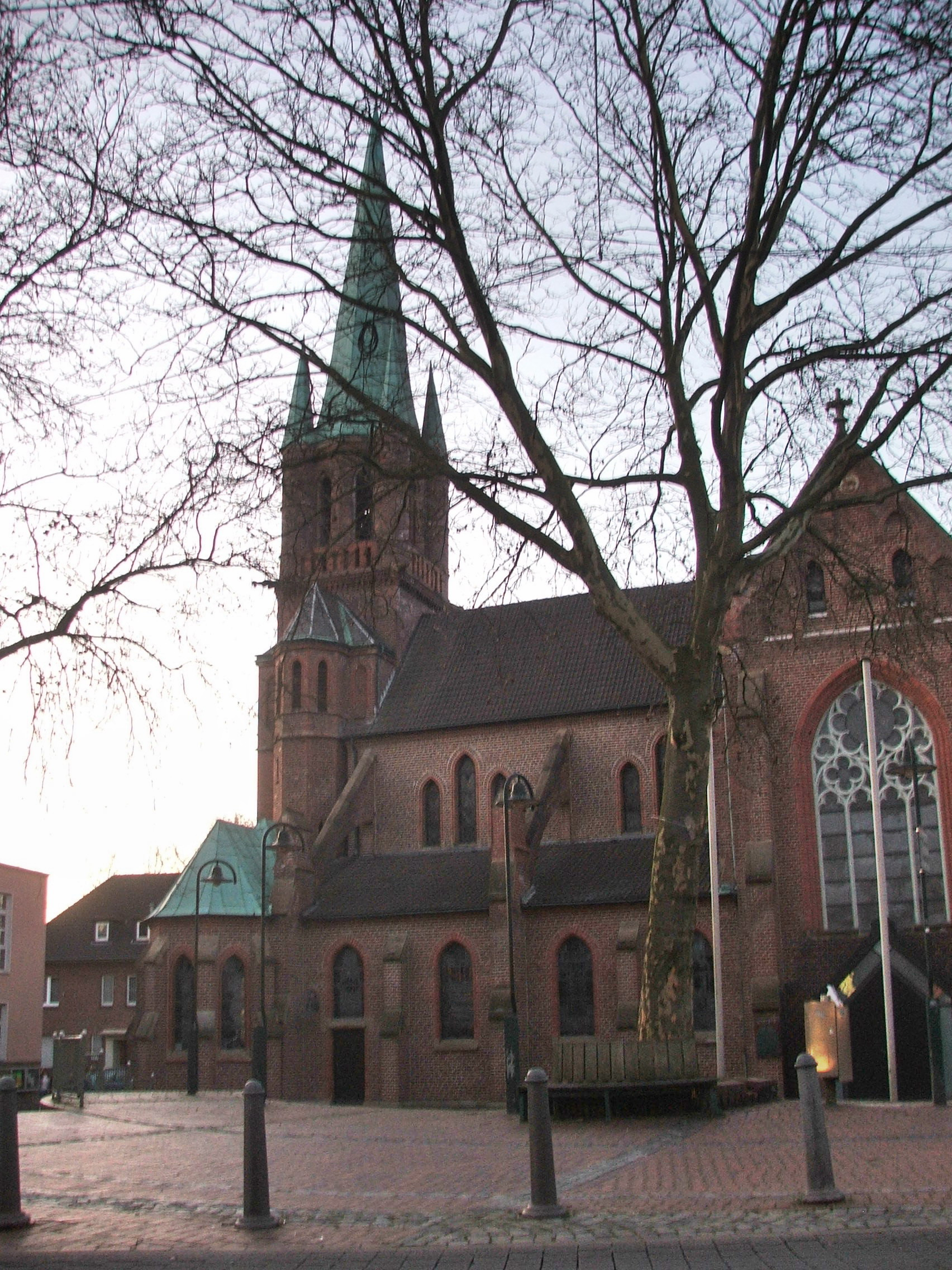
Liebfrauenkirche

Die Liebfrauenkirche ist eine römisch-katholische Kirche an der Hattinger Straße in Bochum-Linden. Sie wurde von 1865 bis 1866 von dem Barmer Architekten Gerhard August Fischer errichtet. Am 25. September 1866 wurde sie von Bischof Konrad Martin aus Paderborn geweiht. Sie wurde 1901 durch den Architekten Hilger Hertel d. J. erweitert.
Unweit befindet sich die evangelische Christuskirche.